# Благодаровка (Николаевская область)
Благодаровка (укр. Благодарівка, до 2016 г. — Комсомольское) — посёлок в Николаевском районе Николаевской области Украины.
Население по переписи 2001 года составляло 887 человек. Почтовый индекс — 57150. Телефонный код — 512.

## История
В 1946 году указом ПВС УССР посёлок Нечаянского зерносовхоза переименован в Комсомольское.

## Местный совет
57150, Николаевская обл., Николаевский р-н, пос. Благодаровка, ул. Комсомольская, 49в; тел. 38-52-42.